# Woroniaki (rejon złoczowski)
Woroniaki (ukr. Вороняки) – wieś w obwodzie lwowskim, w rejonie złoczowskim na Ukrainie. Miejscowość liczy 2955 mieszkańców.
Wieś wzmiankowana po raz pierwszy w źródłach pisanych w 1680 roku.
We wsi zbudowana jest nowa cerkiew.

## Położenie
Według Słownika geograficznego Królestwa Polskiego i innych krajów słowiańskich: Woroniaki to wieś w powiecie złoczowskim na południowy-wschód od sądu powiatowego, urzędu pocztowego i stacji kolejowej w Złoczowie. Położona w paśmie Woroniaków, na wysokości 401–404 m n.p.m. Powstają tu liczne strumyki, z których jedne ze stoku południowego podążają do Złotej Lipy, drugie ze stoku północnego do Złoczówki.

## Ludność
W latach 1880–1902 na obszarze dworu było 751 osób wyznania rz-kat., 1099 gr.-kat. 16 izrel.; 1831 Rusinów, 35 Polaków. Parafia rz.-kat. i gr.-kat. znajdowały się w Złoczowie. We wsi była szkoła 1 klasowa.